# DJMAX TECHNIKA
《디제이맥스 테크니카》(DJMAX TECHNIKA, DMT)는 대한민국의 게임 개발사인 펜타비전에서 개발한 음악 게임이다. 메트로 프로젝트의 첫 번째 작품으로 온라인 게임으로 만들어진 디제이맥스를 아케이드 게임으로 새롭게 제작한 작품이다. 아케이드용 음악 게임에 있어서 한번도 시도된 적이 없었던 터치스크린을 이용한 플레이나 이전의 한국 음악 게임이 보여주지 못했던 ID카드등을 이용한 다양한 요소를 선보였다. 2008년 10월 31일 대한민국에 정식 발매되었다. 2009년 1월 13일 플래티넘 크루의 정식 서비스를 시작했다. 2010년 12월 21일 코나미와 공동으로 일본에 정식 발매되고 일본반 플래티넘 크루의 정식 서비스도 시작했다.

## 게임 시스템

### 기체 구성
하단의 적외선 멀티터치 스크린 센서가 포함된 22인치 하단 디스플레이와 32인치 HD지원 일반 상판 디스플레이로 이루어져 있다. 바닥에는 진동을 느낄 수 있는 쉐이커(비트매니아 IIDX의 하단 스테이지와 동일하다.)가 있어서 노트를 입력시 진동을 느낄 수 있다. 화면 사이에는 동전 투입구와 ID 카드 입력기가 있다. 플래티넘 크루의 ID 카드를 이용한 네트워크 대전(플래티넘 크루 홈페이지 상에서의 랭킹 대전)이 가능하다. 기기 상부에는 디제이맥스 테크니카의 로고가 새겨진 간판이 있으며, 할로겐 조명을 쏘아 은은한 빛을 낸다. 기기 좌우측에는 세로로 길다랗게 분홍색 조명이 들어와 있다. 통상시에는 계속 불이 켜져있고, 플레이 중에는 그래픽 EQ처럼 작동한다.

### 시스템 사양
※ 유통사에서 유통하는 기본 컴퓨터 사양.
- OS : Windows XP Embedded
- CPU : Intel Celeron E1200 (1.6GHz) (일부기기 E1400 모델 장착)
- RAM : DDR2 667MHz 1GB (일부기기 2GB 장착)
- VGA : NVIDIA Geforce 8600GT (일부기기 ATI Radeon 3870 모델 장착)

### 게임 모드
게임 모드는 4가지가 있으며, LITE / POPULAR / TECHNICAL / PLATINUM CREW의 4가지 모드가 있다.
- LITE
  - 3곡을 플레이할 수 있다. POPULAR보다 쉬운 초보자용 모드
  - 시작하기 전에 게임을 어떻게 하는지에 대한 설명(Tutorial) 영상을 볼 수 있다
  - 이 모드에서 기록되는 곡별 점수 및 총점은 인터넷 랭킹에는 등록되지 않는다
  - 2009년 11월 24일에 있었던 1주년 기념 업데이트를 통해 변경된 점으로서, 4라인으로 노트가 나오는 다른 모드와 다르게 3라인으로 노트가 등장한다.
- POPULAR
  - LITE 모드와 마찬가지로 3곡을 플레이할 수 있는, 일반적인 난이도의 게임 모드
  - 인터넷에 등록된 플래티넘 크루 ID카드를 사용하여 플레이할 시 곡별 점수 및 총점이 인터넷 랭킹으로 등록되며, 기록은 해당 곡 플레이 후 플래티넘 크루 홈페이지에서 언제든지 열람이 가능하다.
  - PLATINUM CREW 모드에서 보상받는 곡들은 이 모드에서 플레이할 수 있다.
- TECHNICAL
  - 4개의 곡을 연달아 소화해야 하는 레퍼토리 형식으로, 플레이어가 3곡을 선택하며 마지막 1곡은 앞의 3곡의 정확도에 의해 결정된다.(단, RANDOMIZER SET 제외) 상급자용 모드.
  - POPULAR 모드와는 달리 이 모드는 4개의 곡에서 얻는 총점만이 랭킹이 등록된다.
  - 2009년 11월 현재 FIRST STEP SET, COTTON CANDY SET, ELECTRO EP SET, CORE SOUND SET, HEARTBEAT SET, CUSTOMIZER SET, RANDOMIZER SET, FUTURIST SET 등 8개의 채널을 제한 없이 선택할 수 있으며, 특정한 조건을 만족할 경우 CHALLENGER SET, SPECIALIST SET, SPECIALIST SET 2,CONQUEROR SET 등 4개의 채널을 추가로 선택할 수 있다.
- PLATINUM CREW
  - 플래티넘 크루의 ID 카드회원만이 이용할 수 있는 전용 게임모드로, 2009년 10월 현재 플래티넘 크루 미션 모드와, 주간 코스, 월간 스페셜 패턴 코스가 제공된다.
  - 플래티넘 크루 미션 모드(PLATINUM)는 지정된 미션을 특정한 조건하에 클리어하는 방식을 가지며 각각의 플레이마다 맥스포인트를 소모한다.(첫 번째 미션 '새로운 시작'제외). 클리어 후 받을 수 있는 보상으로 맥스포인트, 특정곡 및 기존곡의 TP패턴, 새로운 TECHNICAL SET등이 있다. 2009년 10월 현재 플래티넘 크루 미션 모드에서 보상받을 수 있는 TECHNICAL SET은 CHALLENGER SET(20번째 미션 '연결형 처리능력' 보상)과 CONQUEROR SET(36번째 미션 '뇌신' 보상)이다.
  - 주간 코스(WEEKLY) 및 월간 스페셜 패턴(SPECIAL) 모드는 정기적으로 업데이트되는 미션들로 구성되어 있다. 주간 코스에서는 기존 곡의 구성에 랜덤하게 특정 효과(이펙터)가 적용되는 미션이 제공되며, 스페셜 패턴은 매월 3곡에 대한 기존 곡과는 다른 새로운 패턴이 제공된다. 도전 시 사용되는 맥스포인트는 없으며, 클리어 후 주간코스는 맥스포인트, 월간스페셜은 맥스포인트 혹은 TECHNICAL SET 을 보상으로 받게된다. 2010년 2월 현재 플래티넘 크루 월간 스페셜 모드에서 보상받을 수 있는 TECHNICAL SET은 'SPECIALIST SET'(6월 스페셜패턴 보상)과 'SPECIALIST SET 2'(12월 스페셜패턴 보상)이다.
  - 비정기적으로 CHAMPIONSHIP 모드에 이벤트 미션이 업데이트되며, 기간 한정으로 지정된 곡을 플레이하는 방식으로 이벤트가 진행된다.

### 게임 방법
게임은 타이밍에 맞추어 터치스크린으로 이루어진 디스플레이 패널을 두드리는 형태로 진행된다. 게임의 기체는 터치 스크린 센서가 포함된 하단 디스플레이와 일반적인 상단 디스플레이로 이루어져 있으며, 두 디스플레이에 표시되는 화면은 동일하게 이루어져 있어서, 게임을 플레이 하는 유저는 하단의 디스플레이를, 게임을 관람하는 유저는 상단의 디스플레이를 사용하도록 구성되어 있다. 음악이 시작되면 화면에 플레이어가 처리해야 될 노트가 표시되며, 음악의 속도에 맞게 진행되는 바가 해당 노트를 지나치는 순간 화면을 두드려서, 얼마나 정확한 타이밍에 화면을 두드렸느냐에 따라서 판정을 받게 된다. 판정바는 상부는 왼쪽에서 오른쪽, 하부는 오른쪽에서 왼쪽으로 이동한다. 게임 도중 화면 우측 상단의 조작부를 통해 BGM Boost와 Key Boost를 설정할 수 있다(ON/OFF로 설정가능). 배속조절은 할 수 없다. 멀티 터치 입력 방식이 지원되어 동시에 두 곳 이상의 터치를 가능하게 할 수 있다(2008년 9월 27일 인컴 테스트에서 공개).
참고로, 멀티 터치 입력 방식이 지원되어서 동시에 3중 노트가 나오는 곡들이 있다.
(2010/04/06 기준 3중터치 노트가 나오는 곡들: Jupiter Driving TP, Ready NOW TP, Cypher Gate SP, Honeymoon SP, Remember SP, PDM SP)

### 노트 입력 방식
하단 화면에 동그라미 모양의 노트가 차례대로 나오는데, 순차적으로 입력을 하는 방식이다. 총 5가지 종류의 노트가 있는데, 일반 노트, 홀딩 롱노트(입력부위를 누르고 있으면 됨), 드래그 롱노트(화면에 나오는 노트의 라인을 따라 드래그), 연결형 노트(노트의 연결선을 따라 드래그), 연타 노트(노트의 연결선에 판정바가 닿는 순간 터치)로 이루어진다.
(테크니카 3로 들어오면서 홀링 연타 노트가 추가되었다.)

### 판정
MAX, COOL, GOOD, MISS, BREAK의 5가지 판정방식이 지원된다. 가장 정확한 타이밍에 노트가 처리될 경우 MAX판정을 받게 되며, 그 이후로 정확도에 따라 COOL, GOOD, MISS 판정을 받게 된다. 노트를 처리하지 못하고, 타임라인이 노트를 지나가 버릴 경우 BREAK 판정이 나게 된다. (단, 홀딩 롱노트, 드래그 롱노트의 경우는 BREAK 판정이 아닌 MISS 판정을 획득한다.) MAX,COOL,GOOD 판정은 각각 판정에 따른 점수를 획득하며, 콤보수가 올라가게된다. MISS,BREAK 판정이 날 경우는, 화면 상단의 그루브 게이지 미터가 감소하며, 현재 콤보 수가 0으로 초기화된다. MAX판정은 3가지 판정점수가 있으며, 기본으로 330, 331, 334점의 3가지 판정점수가 있다. 또한, 콤보 보너스 점수 시스템이 있어서, 콤보수가 누적되면 콤보 보너스 점수도 받게된다.

### 게임 오버
다음 조건이 만족되면 게임 오버가 된다.
- LITE 모드 2, 3스테이지에서 그루브미터 게이지가 0이 되었을 때
- POPULAR 모드 2, 3스테이지에서 그루브미터 게이지가 0이 되었을 때
- TECHNICAL 모드의 모든 스테이지에서 그루브미터 게이지가 0이 되거나 클리어 제한선을 넘지 못한 채로 곡이 끝났을 때
- PLATINUM 모드의 모든 스테이지에서 그루브미터 게이지가 0이 되었을 때
- LITE 및 POPULAR 모드의 1스테이지,2스테이지에서 그루브미터 게이지가 0이 되더라도 해당 곡이 끝날때까지 게임 오버가 되지 않는다.

(단, 2스테이지에서 곡이 끝난 직후 Stage Failed 판정 나온 후 컨티뉴창 출현, 1스테이지에서는 그루브미터 0이 되더라도 Stage Clear로 인정돼서 2스테이지 진행 가능)
컨티뉴(CONTINUE) 등 참고사항
- LITE, POPULAR 모드에서 게임 오버가 되었을 경우 컨티뉴 창이 출현하고 10카운트 내에 1 크레디트를 투입하면 게임을 재개할 수 있다.
- TECHNICAL 모드에서 게임 오버가 되었을 경우 1~3스페이지에서 게임오버시 컨티뉴가 가능하지만 보너스 스테이지(4스테이지)에서 게임오버 시 컨티뉴 없이 게임이 종료된다.
- PLATINUM CREW 모드에서 보상받은 곡 및 TECHNICAL SET의 경우에는 컨티뉴 시 해당 컨텐츠의 제한 사용횟수를 1회 추가로 소비한다.
- PLATINUM CREW 모드에서 게임오버 시 컨티뉴 없이 게임이 종료된다.

## 업데이트

### Evolution EP
2009년 8월 25일 펜타비전에서는 테크니카 대규모 업데이트인 Evolution EP를 시행하였다. 이번 업데이트는 플래티넘 크루 네트워크가 연결된 테크니카 기기라면 무료로 업데이트가 가능하다. 새로 추가된 점은 다음과 같다.
- 테크니컬 믹싱에 새롭게 3종의 세트가 추가되었다.
  - Cotton Candy Set - 초중급자를 위한 세트이다.
    - 수록곡 : 너에게, Motion, Closer, Voyage, Miles, Oblivion, Here in the Moment
    - 4스테이지 출현곡 : The Night Stage TP(MAX 95% 이상), Dear My Lady TP(Max 95% 미만)

  - Randomizer Set - 이지투디제이 라디오 믹스의 랜덤 채널과 같은 방식으로 테크니컬 믹싱의 곡중 일정 확률로 곡이 나오는 방식이며, 이번 업데이트에서 추가된 신곡인 Thor의 PP가 일정확률로 등장한다.
  - Conqueror Set - 상급자를 위한 세트로 신곡인 Thor의 TP를 플레이할 수 있다.
    - 획득조건 : 플래티넘 크루의 미션인 '뇌신'을 클리어하면 얻을 수 있다. (제한레벨 : POP DJ)
    - '뇌신' 설명 : 이번 업데이트에 추가된 10개의 미션중 하나로, SuperSonic TP - Melody TP - I Want You SP로 이루어진 미션으로, 블링크 옵션에 400콤보 이상을 충족해야 하며, 도전비용은 4000맥스포인트이다.
    - 수록곡 : Electronics TP, 내게로와 TP(Core Sound ver.), Colors Of Sorrow TP, Son Of Sun TP, SIN TP, End Of Moonlight TP, Fermion PP
    - 4스테이지 출현곡 : BlythE TP(MAX 95% 이상), Thor TP(??), Landscape TP2(MAX 95% 미만)
- 플래티넘 크루 미션 부분에 새롭게 10종의 미션이 추가되었다.
- 플래티넘 크루 홈페이지의 카드 정보 부분이 새롭게 개편되었다.
- 플래티넘 크루 홈페이지에서 카드 복구 서비스를 시행하였다. 카드를 분실한 유저는 복구 서비스 신청후 펜타비전측으로 2000원과 옮기고자 하는 카드를 등기로 보내면 매주 목요일마다 복구를 시행해서 유저에게 돌려주며, 2009년 10월 현재 복구가 가능한 항목은 DJ명, 등급 및 맥스포인트에 한정된다.

### 테크니카 1주년 기념 업데이트
2009년 11월 24일, 펜타비전의 테크니카 1주년 기념 업데이트가 있었다. 이 업데이트는 펜타비전 관계자가 USB메모리를 사용하여 직접 오락실에 방문패치하였다.
업데이트 사항은 다음과 같다.
- 새롭게 신곡이 추가되었다.
  - Jealousy, 영원, Secret World, Ready Now, Ruti'n, Lovelys Hands의 6곡이 Lite Mode와 Popular Mode에 추가되었다.
- Lite모드가 기존 4라인에서 3라인 노트배치로 변경되었다. 그로 인하여, 여러곡의 신규 LP가 추가되었다.
- 테크니컬 믹싱에 새로운 디스크 셋인 Futurist Set이 추가되었다.
  - 수록곡 : Secret World, Ruti'n, Ready Now, I want You, Love Mode, Play the FUTURE, Flea
    - Secret World, Ruti'n, Ready Now의 세곡은 TP이며, I want You, Love Mode, Play the FUTURE, Flea의 네 곡은 SP가 수록되었다.

  - 4스테이지 출현곡 : Beyond the Future TP(MAX 98% 미만), Grave Consequence TP(MAX 98%이상)

## 역사
- 2008년 8월 11일 - 루리웹 홈페이지를 통해 신작 메트로 프로젝트 디제이맥스 테크니카 PV 영상, 수록 신곡 5곡 공개
- 2008년 8월 15일 - 이수 테마파크, 분당 서현 게임파크 오락실에서 필드 테스트 진행[3][4][5][6]
- 2008년 9월 23일 - 출시일과 공급가격을 발표 (2008년 10월 16일, 990만원)[7]
- 2008년 9월 27일~9월 28일 - 부산 삼보게임랜드, 대구 와우게임랜드 오락실에서 인컴 테스트 진행, 멀티 터치등의 신규 시스템 공개[8]
- 2008년 10월 6일 - 프리미엄 서비스 '플래티넘 크루'발표,‘DJMAX 테크니카 익스클루시브 컬렉션 특별 한정판’(24,700원),‘DJMAX 테크니카 카드 컬렉션’(15,000원) 예약 판매날짜(10월 7일 오후 6시) 공개[9]
- 2008년 10월 31일 - DJ MAX TECHNIKA 국내 정식 발매, 가동 시작
- 2009년 1월 13일 - 플래티넘 크루의 정식 서비스 시작 및 이벤트 진행[10]
- 2009년 8월 25일 - 테크니카 대규모 업데이트인 Evolution EP가 시행되었다.
- 2009년 11월 24일 - 테크니카 1주념 기념 업데이트가 시행되었다.
- 2010년 7월 16일 - 테크니카1 플래티넘크루 정식서비스 종료.]
- 2010년 12월 21일 - 테크니카1 일본 정식 발매, 가동, 일본반 플래티넘 크루의 정식 서비스 시작.

## 사운드트랙 한정판
DJMAX TECHNIKA 발매 시에 디제이맥스 테크니카 익스크루시브 컬렉션 (DJMAX TECHNIKA EXCLUSIVE COLLECTION) 이란 이름으로 OST를 포함 여러 가지 구성으로 발매된 한정판이 있었다. 이때 이 한정판 구성품을 디제이맥스 테크니카 카드 콜렉션 - 테크니카 패키지 (DJMAX TECHNIKA CARD COLLECTION – TECHNIKA PACKAGE)와 디제이맥스 테크니카 카드 콜렉션 - 플래티움 패키지 (DJMAX TECHNIKA CARD COLLECTION – PLATIUM PACKAGE)로 따로 나눠 판매하기도 하였다.

### 구성품

#### 디제이맥스 테크니카 익스크루시브 컬렉션
- DJMAX Technika Original Soundtrack - TECHNIKA Mixing
- DJMAX Technika Original Soundtrack - PLATINUM MIXING
- DMT ID 카드 5종中 랜덤1종 (고백,꽃,늑대/ 처음만 힘들지 / Son of Sun / Play the Future / Platinum Crew)
- LCD클리너
- DMT스티커
- 벅스 상품권 5000원권
- DMT 포스터

이하 가격 24700원

#### DJMAX TECHNIKA CARD COLLECTION – TECHNIKA PACKAGE
- DJMAX Technika Original Soundtrack - TECHNIKA Mixing
- IC카드 1종
- LCD클리너

#### DJMAX TECHNIKA CARD COLLECTION – PLATIUM PACKAGE
- DJMAX Technika Original Soundtrack - PLATINUM MIXING
- IC카드 1종
- LCD클리너

### 수록곡

#### DJMAX Technika Original Soundtrack - TECHNIKA Mixing
1. ReX - 고백, 꽃, 늑대
2. Sweetune - 너에게
3. SPHAZER - ACCESS
4. SPHAZER - Area 7
5. M2U - Blythe
6. xxdbxx - Cherokee
7. 3rd Coast - Coastal Tempo
8. Tsukasa - Colours of Sorrow
9. Oriental ST8 - Dear my lady
10. Electronic Boutique - Divine Service
11. BJJ - First Kiss
12. Sugardonut - Fury
13. Lin-G - I want you
14. Tsukasa - In My Heart
15. CROOVE - JBG
16. ESTi - Ladymade Star
17. Tsukasa - Landscape
18. bermei.inazawa/UC - Melody
19. Electronic Boutique - Miles
20. ESTi - Oblivion
21. Forte Escape - Para Q
22. Urbatronic Chopsticks - Play the Future
23. Lin-G - Remember
24. Oriental ST8 - Shoreline
25. ESTi - SIN
26. Hosoe Shinji - SON OF SUN
27. 3rd Coast - STOP
28. Planet Boom - Supersonic
29. CROOVE - Sweet Shining Shooting Star
30. Tsukasa - The Clear Blue Sky
31. Urbatronic Chopstick - The Last Dance
32. Makou - Voyage
33. ZTS - WhiteBlue
34. ND Lee - Y
35. Ruby Tuesday - Your Own Miracle

#### DJMAX Technika Original Soundtrack - PLATINUM MIXING
1. BJJ - First Kiss (BJJ Original)
2. Sweetune - 너에게 (Extended Version)
3. Tsukasa - Colours of Sorrow (Album Track)
4. 3rd Coast - Coastal Tempo (Long Version)
5. Tsukasa - In My Heart (Album Track)
6. bermei.inazawa - Melody (bermei.inazawa Original)
7. Oriental ST8 - Shoreline (Extended Version)
8. Hosoe Shinji - Son of Sun (Full Version)
9. 3rd Coast - STOP (Extended Version)
10. PlanetBoom - Supersonic (S4 League Original Sound track)
11. Tsukasa - The Clear Blue Sky (Album Track)
12. Makou - Voyage (Instrumental)
13. ND Lee - Y (Full Version)
14. Ruby Tuesday - Your Own Miracle (DJMAX Portable 2 Original Sound track)

## 참조
1. ↑  “(인터뷰) DJ MAX-테크니카 : 신봉건 프로듀서(루리웹 2008년 8월 12일 일자 인터뷰 기사)”. 2008년 9월 23일에 원본 문서에서 보존된 문서. 2008년 8월 12일에 확인함.
2. ↑  테크니카 1주년 기념 업데이트[깨진 링크(과거 내용 찾기)]
3. ↑  “'DJ MAX-테크니카', 플레이 캠 동영상 (루리웹 2008년 8월 15일 일자 아케이드 게임 기사)”. 2008년 8월 19일에 원본 문서에서 보존된 문서. 2008년 8월 16일에 확인함.
4. ↑  “DJMAX 테크니카 개발진 인터뷰 - 신봉건 이사 외 (게임샷 2008년 8월 15일 특집기사)”. 2008년 12월 1일에 원본 문서에서 보존된 문서. 2008년 11월 6일에 확인함.
5. ↑  원사운드의 DJMAX 테크니카 플레이영상-'DJ MAX 테크니카' 인컴 테스트 현장 플레이 (디스이즈게임 2008년 8월 15일 일자 포토/동영상 기사)[깨진 링크(과거 내용 찾기)]
6. ↑  “DJMAX 테크니카, 첫 일반 테스트 진행 (디스이즈게임 2008년 8월 15일 일자 취재 기사)”. 2008년 10월 7일에 원본 문서에서 보존된 문서. 2008년 8월 16일에 확인함.
7. ↑  디제이맥스 테크니카 출시일정및 공급가격 (연세어뮤즈먼트 2008년 9월 23일 일자 공지)[깨진 링크(과거 내용 찾기)]
8. ↑  DJMAX 테크니카, 신규 시스템으로 2차 테스트 실시 (루리웹 2008년 9월 25일 일자 아케이드 게임 기사)[깨진 링크(과거 내용 찾기)]
9. ↑  “'DJ 맥스' 프리미엄 서비스, 플래티넘 크루 발표 (루리웹 2008년 10월 6일 일자 아케이드 게임 기사)”. 2008년 12월 10일에 원본 문서에서 보존된 문서. 2008년 10월 8일에 확인함.
10. ↑  “'DJ맥스 테크니카', 플래티넘 크루 정식 서비스 실시”. 2009년 1월 25일에 원본 문서에서 보존된 문서. 2009년 1월 13일에 확인함.